# Alexander Kratzer
Alexander Kratzer (* 3. Februar 1971 in Innsbruck) ist ein österreichischer Schauspieler, Hörspielsprecher, Regisseur, Autor und Theaterleiter. Er ist seit 2025 im Team mit Sophia Aurich der Künstlerische Direktor am Schauspielhaus Salzburg.

## Künstlerisches Wirken
Alexander Kratzer begann schauspielerisch beim Schultheater am Franziskanergymnasium Hall in Tirol sowie beim außerberuflichen Projekttheater Hall. Hier spielte er von 1991 bis 1993 in den vier Produktionen Karol (von Sławomir Mrożek), Klassenfeind (von Nigel Williams), Fremde Länder, fremde Sitten (von Jean Tardieu) und Die Schaukel (von Edward Bond).
Ab 1993 absolvierte er seine Schauspielausbildung an der Elisabethbühne in Salzburg. Zurück in Hall in Tirol, spielte er 1996 zusammen mit Georg Mitterstieler in der Hofmannsthal-Bearbeitung Ein Jedermann für zwei Darsteller; Regie führte Martin Leutgeb. Ebenfalls in Hall gab er 1997 sein Regie-Debüt mit Aprikosenzeit (von Paul Steinmann u. a.) für das neu gegründete Kindertheater StromBomBoli.
2001 spielte Kratzer am Stadttheater Bruneck den Hitler in George Taboris Mein Kampf (Regie: Guido Huonder). Anschließend war er bis 2004 fest engagierter Schauspieler bei den Komödienspielen Porcia in Spittal/Drau und am Tiroler Landestheater in Innsbruck.
Fortan arbeitete Kratzer in erster Linie als freier Regisseur in Wien, Spittal/Drau, Salzburg, Baden-Baden, Bozen, Bern und Bruneck. Viele Male inszenierte er in Hall/Tirol (Kindertheater StromBomBoli und Kolpingbühne/Halltheater), in Linz (Theater Phönix und Theater des Kindes), in Innsbruck (Tiroler Landestheater) sowie in Lengmoos/Südtirol (Rittner Sommerspiele).
Als Bühnenautor schrieb er zahlreiche Stücke vor allem für ein junges Publikum, wobei er meistens seine Texte auch selbst inszenierte. Drei Stücke erscheinen beim Österreichischen Bühnenverlag Kaiser & Co. in Wien.
Kratzer war Organisator und künstlerischer Leiter beim Theater StromBomBoli und beim sommer.theater.hall (beide in Hall in Tirol). Zuletzt leitete er von 2020 bis 2022 für zwei Spielzeiten Das Theater an der Effingerstrasse in Bern.
Alexander Kratzer ist verheiratet mit der Dramaturgin und Intendantin Irene Girkinger, mit der er auch künstlerisch kooperiert.

## Regiearbeiten (Auswahl)
- 1997: Kindertheater StromBomBoli, Hall/Tirol, Aprikosenzeit von Peter Steinmann, Mark Wetter, Stephan Lichtensteiger und Jörg Bohn[8]
- 1999: Kindertheater StromBomBoli, Hall/Tirol, Pettersson & Findus nach Sven Nordqvist
- 2002: Komödienspiele Porcia, Spittal/Drau, Oh wie schön ist Panama nach Janosch
- 2009: Westbahntheater, Innsbruck, Vegas von Bernhard Aichner (Uraufführung)
- 2012: Theater Phönix, Linz, Bossnapping von Andreas Jungwirth (Uraufführung)
- 2013: Schlossbergspiele Rattenberg (Tirol), Einen Jux will er sich machen von Johann Nestroy[9]
- 2016: Stadttheater Bruneck, Fremde Frauen (Ein Koffer voller Hoffnung) von Marianne Strauhs
- 2017: Vereinigte Bühnen Bozen, antimortina von Martin Plattner (Uraufführung)
- 2017: Tiroler Landestheater, Innsbruck, Totentanz, Kammeroper von Kenneth Winkler nach Franz Kranewitter (Uraufführung)[10]
- 2018: Rittner Sommerspiele, Lengmoos, In der Löwengrube von Felix Mitterer
- 2019: Tiroler Landestheater, Innsbruck, Heute Abend: Lola Blau, Musical von Georg Kreisler, mit Laura Schneiderhan[11]
- 2020: Theater Phönix, Linz, Die Affäre Odilon von Thomas Baum (Uraufführung)
- 2022: Tiroler Landestheater, Innsbruck, Songs For A New World, Musical von Jason Robert Brown[12]
- 2023: Stadttheater Bruneck, Der Vorname von A. de La Patellière und M. Delaporte[13]
- 2024: Tiroler Landestheater, Innsbruck, Als Wappentier bin ich eine Schildkröte von Otto Grünmandl und Franui[14]
- 2025: Tiroler Landestheater, Innsbruck, Codename Brooklyn (Uraufführung)[15]

## Theaterstücke (Auswahl)
- Bühnenfassungen von Märchen und Bilderbüchern:
  - Janosch: Mutter sag, wer macht die Kinder[16]
  - Hans Christian Andersen: Die Schneekönigin
  - Sven Nordqvist: Pettersson & Findus
  - Otfried Preußler: Die dumme Augustine
  - Cornelia Funke: Zottelkralle
  - Marcus Pfister: Der Regenbogenfisch[17]
- Die Prinzessin auf der gestohlenen Erbse[18]
- Reise in 80 Tagen durch den Weltraum[19]
- Jerry Cotton tappt im Dunkeln. Ein Theaterkrimi an einem nebligen Abend[20]
- Franziska Jägerstätter erzählt[21]
- Der vergessene Maler – Die Suche nach Aksel Waldemar Johannessen[22]
- Die Fremden[23]

## Hörspiele (Auswahl)
- 2002: Thomas Gassner: Der Clown (Rolle: Kater Rufus) – Regie: Martin Sailer (Hörspiel – ORF Tirol)
- 2004:  Erika M. Wimmer: Literatur im Studio: „ein teppich für den duce“ – zeigt her eure füße, zeigt her eure schuh – Regie: Martin Sailer (Original-Hörspiel – ORF Tirol)
- 2006: Christoph W. Bauer: und immer wieder cordoba (Rolle: Zuschauer 2) – Regie: Martin Sailer (Originalhörspiel – ORF Tirol)
- 2007: Hans Augustin: Die schönsten fünfzig Minuten im Leben des Trödlers Alberto Lampedusa (Rolle: Gino) – Regie: Martin Sailer (Originalhörspiel – ORF Tirol)
- 2022: Händl Klaus: Zrugg (Rolle: Schlögele) – Regie: Martin Sailer (Originalhörspiel – ORF Tirol)

Quelle: Ö1-Hörspieldatenbank.